# برشته‌کاری

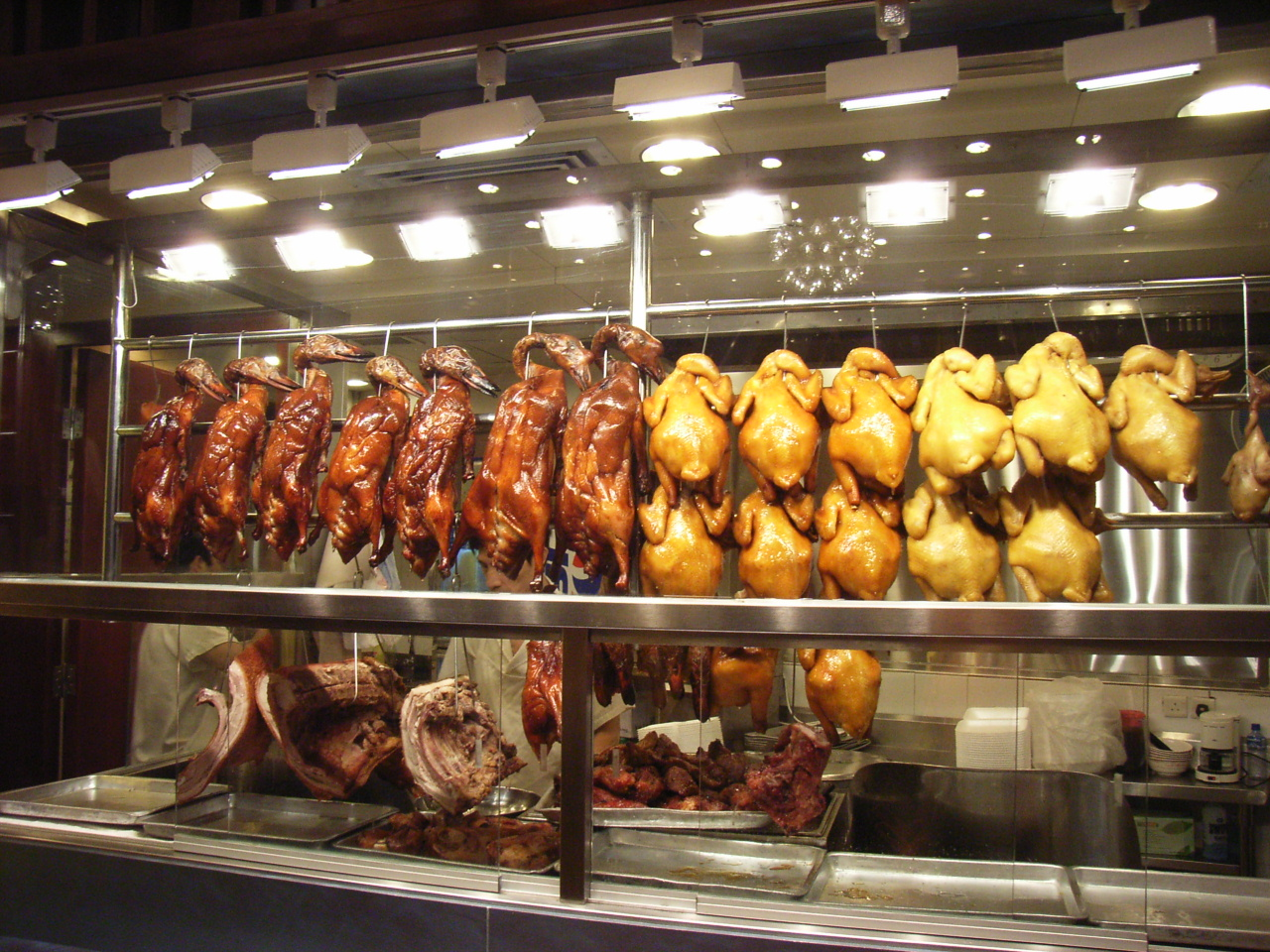

بِرِشته‌کاری (به انگلیسی: Roasting) یا فرپزی و شعله‌پزی، روشی از روش‌های متنوع پخت است که ویژگی‌های آن در زیر فهرست شده‌است:
1. استفاده از حرارت خشک
2. استفاده از فر یا شعله آزاد و باز
3. برشته و قهوه‌ای رنگ شدن سطوح ماده غذایی
4. ایجاد طعم و رایحه مطلوب به غذا
5. استفاده از حرارت غیر مستقیم و غیر تابشی
6. استفاده از حرارت پراکنده (فر)
7. مناسب برای پختن و فر پزی کردن توده‌های بزرگ گوشت و تهیه گوشت برشته
8. آرام‌پزی، مناسب برای کامل پختن و مغز پخت کردن گوشت (۲ تا ۳ ساعت)
9. مناسب برای پخت سبزیجات با ریشه توده‌ای مثل پیاز و رازیانه
10. مناسب برای پختن سبزیجات جالیزی مثل کدو و بادمجان[۲]